# Mohd Fadzli Saari
Mohd Fadzli bin Saari (Kuala Lipis, 1º gennaio 1983) è un ex calciatore malese, di ruolo centrocampista.

## Carriera

### Club
Nato e cresciuto in Malaysia, comincia a giocare in Germania, nelle giovanili del Wehen. Nel 2002 torna in patria, al Pahang. Nel 2006 viene acquistato dal Selangor. Nel 2009 passa al KL Plus. Nel 2011 torna al Selangor. Nel 2012 si trasferisce al PBDKT T-Team. Nel 2013 si accasa al Sime Darby. Nel 2015 passa all'ATM. Nel 2016 viene acquistato dal FeLCRA.

### Nazionale
Ha debuttato in Nazionale nel 2002. Ha partecipato, con la Nazionale, alla Coppa d'Asia 2007. Ha collezionato in totale, con la maglia della Nazionale, 33 presenze e tre reti.